# Čvrsnica
Čvrsnica (2226 m) – góra w Bośni i Hercegowinie, część Gór Dynarskich.

## Opis
Jest położona w północno-zachodniej części Hercegowiny, w dorzeczu Neretwy. Jej najwyższym szczytem jest Pločno (2226 m n.p.m.). Inne wyższe wierzchołki to: Veliki Jelinak (2179 m n.p.m.) i Veliki Vilinac (2118 m n.p.m.).
W większości jest zbudowana z wapienia. Znajdują się na niej duże pastwiska wysokogórskie, a najwyższe partie pozbawione są roślinności. Znajdują się tu także elementy krajobrazu glacjalnego, pochodzące ze zlodowacenia w plejstocenie (m.in. cyrk lodowcowy Pločanj).